# Rhingia bimaculata
Rhingia bimaculata är en tvåvingeart som beskrevs av Huo och Ren 2007. Rhingia bimaculata ingår i släktet näbblomflugor, och familjen blomflugor. Inga underarter finns listade i Catalogue of Life.